# Валеріо Мастандреа
Вале́ріо Мастандре́а (італ. Valerio Mastandrea; нар. 14 лютого 1972, Рим, Італія) — італійський актор кіно та телебачення. Багаторазовий номінант та лауреат низки міжнародних фестивальних та професійних кінонагород.

## Життєпис
Валеріо Мастандреа народився 14 лютого 1972 року в Римі. У 1990-х роках, бувши студентом філософського факультету, він брав участь в телевізійному вечірньому ток-шоу Мауріціо Костанцо на Canale 5, завдяки чому здобув певної популярності.
У кіно Мастандреа дебютував у 1996 році невеликою роллю Марчелло в телесеріалі «Юнаки біля стіни». Після низки епізодичних робіт на сцені театру та в кіно у актора стався справжній прорив з роллю Тарчизіо у фільмі 1995 року «Палермо-Мілан: Квиток в один бік» режисера Клаудіо Фрагассо. У 1997 році він отримав свою першу головну роль Волтера Верра у фільмі «Пропащі» режисера Давиде Ферраріо (італ. Tutti giù per terra).
У 2009 році Валеріо Мастандреа знявся в музичній мелодрамі «Дев'ять» американо-італійського виробництва від режисера Роба Маршалла. Його партнерами по знімальному майданчику стали Деніел Дей-Льюїс, Джуді Денч, Ніколь Кідман, Маріон Котіяр, Пенелопа Крус та Софі Лорен. Фільм-мюзикл «Дев'ять» отримав чотири номінації на «Оскара» та п'ять на «Золотий глобус».
У 2010 році на церемонії вручення італійської національної кінопремії «Давид ді Донателло» Валеріо Мастандреа отримав свого першого «Двида» як найкращий актор за роль у фільмі «Перше прекрасне». У 2013 році він здобув одразу дві нагороди — як найкращий актор за роботу у фільмі «Еквілібрист» і як найкращий актор другого плану у стрічці «Хай живе свобода».
Міжнародну популярність приніс акторові фільм «Ідеальні незнайомці» (2016) режисера Паоло Дженовезе, де Валеріо виконав одну з провідних ролей та був відзначений за неї спеціальною премію «Срібна стрічка» від Італійського національного синдикату кіножурналістів.
У 2017 році на екрани вийшов фільм Паоло Дженовезе «Місце», де Валеріо Мастандреа зіграв головну роль — таємничого незнайомця, який виконує будь-які бажання людей, але лише після того, як ті виконають його жахливі завдання. За цю роль актор був номінований на премію «Давид ді Донателло» 2018 року в категорії «Найкращий актор».

## Особисте життя
Валеріо Мастандреа одружений з акторкою Валентиною Авеніа. У 2010 році у пари народився син.

## Фільмографія (вибіркова)
| Рік       |    | Українська назва                         | Оригінальна назва                       | Роль                         |
| --------- | -- | ---------------------------------------- | --------------------------------------- | ---------------------------- |
| 1991—1996 | с  | Юнаки біля стіни                         | I ragazzi del muretto                   | Марчелло                     |
| 1994      | ф  | Фільм злодіїв                            | Ladri di cinema                         | Валеріо                      |
| 1995      | ф  | Безсердечний                             | Cuore cattivo                           | Інцерілло                    |
| 1995      | ф  | Палермо-Мілан: Квиток в один бік         | Palermo Milano solo andata              | Тарчизіо Проєтті             |
| 1995      | ф  | Наступного року я піду спати о 10 годині | L'anno prossimo vado a letto alle dieci | Мірко                        |
| 1996      | тф | Той, що проник                           | Infiltrato                              |                              |
| 1996      | ф  | Артишоки будуть рости в Мімонго          | Cresceranno i carciofi a Mimongo        | Енцо                         |
| 1996      | ф  | Бруно чекає в машині                     | Bruno aspetta in macchina               | Нанні                        |
| 1996      | ф  | Холодна холодна зима                     | Un inverno freddo freddo                | Робі                         |
| 1997      | ф  | Пропащі                                  | Tutti giù per terra                     | Волтер Верра                 |
| 1997      | ф  | У вітрильному човні зустрічною смугою    | In barca a vela contromano              | Массімо Міґліаріні           |
| 1997      | ф  |                                          | La classe non è acqua                   | Рідзуті                      |
| 1998      | ф  | Віола цілує всіх                         | Viola bacia tutti                       | Самуеле                      |
| 1998      | ф  | Ми просто займалися любов'ю              | Abbiamo solo fatto l'amore              | Лео                          |
| 1998      | тф | Варто почати...                          | Da cosa nasce cosa                      | Мікі                         |
| 1998      | ф  | Запах ночі                               | L'odore della notte                     | Ремо Гуерра                  |
| 1998      | ф  | Барбара                                  | Barbara                                 | Альдо                        |
| 1999      | ф  | Осли                                     | Asini                                   | Avventore bar                |
| 2000      | ф  | Карбонара                                | La carbonara                            | Фабріціо                     |
| 2000      | с  | Команда                                  | La squadra                              |                              |
| 2000      | ф  | Зора-вампірка                            | Zora la vampira                         | Нікола Сперанца              |
| 2001      | ф  | До завтра                                | Domani                                  | Джованні Мочча               |
| 2001      | ф  | Світло в очах                            | Sole negli occhi                        | Ріанльді                     |
| 2001      | ф  | Осине гніздо                             | Nid de guêpes                           | Джованні                     |
| 2002      | ф  | Останній етап                            | Ultimo stadio                           | Марко                        |
| 2002      | ф  | Максимальна швидкість                    | Velocità massima                        | Стефано                      |
| 2003      | тф | Незвичайний невідомий                    | Gli insoliti ignoti                     | Козімо Спадоні               |
| 2003      | ф  | Люди Риму                                | Gente di Roma                           | хлопець на автобусі          |
| 2004      | ф  | Сироватка марнославства                  | Il siero della vanità                   | Франко Берарді               |
| 2004      | ф  | Працювати з ледаркою                     | Lavorare con lentezza                   | Тенентне Ліпполіс            |
| 2005      | тф | Кефалонія                                | Cefalonia                               | Морено                       |
| 2005      | ф  | Горизонт подій                           | L'orizzonte degli eventi                | Макс Фламіні                 |
| 2005      | ф  | На автовідповідачі немає повідомлень     | Nessun messaggio in segreteria          | П'єро (Серафіко)             |
| 2005      | ф  | Любіть мене                              | Amatemi                                 | Андреа                       |
| 2005      | ф  | 17 поверх                                | Piano 17                                | Вендіторе Амбуланте          |
| 2006      | ф  | Кайман                                   | Il caimano                              | Цезарі                       |
| 2006      | ф  | Н (я і Наполеон)                         | N (Io e Napoleone)                      | Ферранте Папуччі             |
| 2007      | ф  | Пригоди італійців у Марокко              | Last Minute Marocco                     | Серджо                       |
| 2007—2010 | с  | Борис                                    | Boris                                   | аудитор актора               |
| 2007      | ф  | Нічний автобус                           | Notturno bus                            | Франц                        |
| 2007      | ф  | Не думай про це                          | Non pensarci                            | Стефано Нардіні              |
| 2008      | ф  | Усе життя попереду                       | Tutta la vita davanti                   | Джороджо Конфнорті           |
| 2008      | ф  |                                          | Chi nasce tondo...                      | Маріо Кіаббеллі              |
| 2008      | ф  | Ідеальний день                           | Un giorno perfetto                      | Антоніо                      |
| 2008      | кф | 15 секунд                                | 15 Seconds                              |                              |
| 2008      | ф  | Права людини для усіх                    | All Human Rights for All                |                              |
| 2008      | с  | Дурень для кохання                       | Tutti pazzi per amore                   |                              |
| 2009      | ф  | Джулія не ходить на побачення увечері    | Giulia non esce la sera                 | Гуїдо                        |
| 2009      | ф  | Здрастуй, Аман                           | Good Morning, Aman                      | Теодоро                      |
| 2009      | ф  | Дев'ять                                  | Nine                                    | Де Россі                     |
| 2010      | ф  | Перше прекрасне                          | La prima cosa bella                     | Бруно Микелуччі в 2009 році  |
| 2011      | ф  | Усі на море                              | Tutti al mare                           | Фантіно                      |
| 2011      | ф  | Секс — за гроші, кохання — безкоштовно   | Nessuno mi può giudicare                | оповідач, озвучення          |
| 2011      | ф  | Іржа                                     | Ruggine                                 | Карміне                      |
| 2011      | ф  | Речі цього світу                         | Cose dell'altro mondo                   | Аріеле Вердераме             |
| 2011      | ф  | «Страждання» — мальований фільм          | Tormenti — Film disegnato               |                              |
| 2012      | ф  | Роман про бійню                          | Romanzo di una strage                   | Луїджі Калабрезі             |
| 2012      | ф  | Хазяї будинку                            | Padroni di casa                         | Козімо                       |
| 2012      | ф  | Еквілібристи                             | Gli equilibristi                        | Джуліо                       |
| 2012      | ф  | Командир і лелека                        | Il comandante e la cicogna              | Лео                          |
| 2013      | ф  | Хай живе свобода                         | Viva la libertà                         | Андреа Боттіні               |
| 2013      | ф  | Мій клас                                 | La mia classe                           | Валеріо / професор Аттанасіо |
| 2013      | ф  | Не у стільцях щастя                      | La sedia della felicità                 | Діно Морозі                  |
| 2014      | ф  | Пазоліні                                 | Pasolini                                | Ніко Нандіні                 |
| 2014      | ф  | Обличчя ангела                           | The Face of an Angel                    | Едоардо                      |
| 2014      | ф  | Кожне прокляте різво                     | Ogni maledetto Natale                   | Тіціано / Бальдовіно         |
| 2015      | ф  | Ромео і Джульетта                        | Romeo e Giulietta                       |                              |
| 2015      | ф  | Щастя є складною системою                | La felicità è un sistema complesso      | Енріко Джусті                |
| 2016      | ф  | Ідеальні незнайомці                      | Perfetti sconosciuti                    | Леле                         |
| 2016      | ф  | Приємних снів                            | Fai bei sogni                           |                              |
| 2016      | ф  | Квітка                                   | Fiore                                   |                              |
| 2017      | ф  | Місце                                    | The Place                               | Людина                       |
| 2017      | ф  | Тіто та інопланетяни                     | Tito e gli alieni                       | професор                     |
| 2018      | ф  | Занадто багато благодаті                 | Troppa grazia                           |                              |
| 2018      | ф  | Великий стрибок                          | Il grande salto                         | Impiegato poste              |
| 2022      | ф  | Посуха                                   | Siccità                                 | Лоріс                        |
| 2023      | ф  | Адажіо                                   | Adagio                                  |                              |

Режисер, сценарист, продюсер
| Рік  |     | Назва українською   | Оригінальна назва          | Режисер | Сценарист | Продюсер |
| ---- | --- | ------------------- | -------------------------- | ------- | --------- | -------- |
| 2005 | к/м | 3,87                | Trevirgolaottantasette     | Так     | Так       |          |
| 2008 |     |                     | Chi nasce tondo…           |         | Так       |          |
| 2009 |     | Здрастуй, Аман      | Good Morning, Aman         |         |           | Так      |
| 2012 |     | Хазяї будинку       | Padroni di casa            |         | Так       |          |
| 2015 |     | Не будь злим        | Non essere cattivo         |         |           | Так      |
| 2016 |     | Квітка              | Fiore                      |         |           | Так      |
| 2017 |     |                     | Ride                       | Так     | Так       | Так      |
| 2018 |     | Пророцтво Армаділло | La Profezia dell'Armadillo |         | Так       |          |

## Визнання
| Нагороди та номінації Валеріо Мастандреа (Список не є вичерпним) | Нагороди та номінації Валеріо Мастандреа (Список не є вичерпним) | Нагороди та номінації Валеріо Мастандреа (Список не є вичерпним) | Нагороди та номінації Валеріо Мастандреа (Список не є вичерпним) |
| Рік                                                              | Категорія                                                        | Фільм                                                            | Результат                                                        |
| ---------------------------------------------------------------- | ---------------------------------------------------------------- | ---------------------------------------------------------------- | ---------------------------------------------------------------- |
| Міжнародний кінофестиваль у Локарно                              |                                                                  |                                                                  |                                                                  |
| 1997                                                             | Спеціальний приз                                                 | Пропащі                                                          | Перемога                                                         |
| Італійський національний синдикат кіножурналістів                |                                                                  |                                                                  |                                                                  |
| 1998                                                             | Найкращий актор                                                  | Пропащі                                                          | Номінація                                                        |
| 1999                                                             | Найкращий актор                                                  | Запах ночі                                                       | Номінація                                                        |
| 2003                                                             | Найкращий актор                                                  | Максимальна швидкість                                            | Номінація                                                        |
| 2008                                                             | Найкращий актор                                                  | Не думай про це                                                  | Номінація                                                        |
| 2010                                                             | Найкращий актор                                                  | Перше прекрасне Здрастуй, Аман                                   | Номінація                                                        |
| 2013                                                             | Найкращий актор                                                  | Еквілібристи Хай живе свобода                                    | Номінація                                                        |
| 2016                                                             | Спеціальна «Срібна стрічка»                                      | Ідеальні незнайомці                                              | Перемога                                                         |
| 2017                                                             | Найкращий актор другого плану                                    | Квітка                                                           | Номінація                                                        |
| Венеційський міжнародний кінофестиваль                           |                                                                  |                                                                  |                                                                  |
| 2002                                                             | Премія Пазінетті — Спеціальна згадка                             | Максимальна швидкість                                            | Перемога                                                         |
| 2012                                                             | Премія Пазінетті — Найкращий актор                               | Еквілібристи                                                     | Перемога                                                         |
| Фестиваль Bimbi Belli                                            |                                                                  |                                                                  |                                                                  |
| 2003                                                             | Найкращий актор                                                  | Максимальна швидкість                                            | Перемога                                                         |
| Премія «Золотий кубок»                                           |                                                                  |                                                                  |                                                                  |
| 2005                                                             | Найкращий драматичний актор                                      | Працювати з ледаркою                                             | Номінація                                                        |
| 2007                                                             | Найкращий комедійний актор                                       | Я і Наполеон                                                     | Номінація                                                        |
| 2008                                                             | Найкращий комедійний актор                                       | Нічний автобус                                                   | Номінація                                                        |
| 2009                                                             | Найкращий комедійний актор                                       | Не думай про це Усе життя попереду Chi nasce tondo…              | Номінація                                                        |
| 2009                                                             | Найкращий драматичний актор                                      | Ідеальний день                                                   | Перемога                                                         |
| 2010                                                             | Найкращий драматичний актор                                      | Джулія не ходить на побачення увечері                            | Номінація                                                        |
| Премія «Давид ді Донателло»                                      |                                                                  |                                                                  |                                                                  |
| 2007                                                             | Найкращий актор другого плану                                    | Я і Наполеон                                                     | Номінація                                                        |
| 2009                                                             | Найкращий актор                                                  | Не думай про це                                                  | Номінація                                                        |
| 2010                                                             | Найкращий актор                                                  | Перше прекрасне                                                  | Перемога                                                         |
| 2012                                                             | Найкращий актор                                                  | Роман про бійню                                                  | Номінація                                                        |
| 2013                                                             | Найкращий актор                                                  | Еквілібристи                                                     | Номінація                                                        |
| 2013                                                             | Найкращий актор другого плану                                    | хай живе сврбода                                                 | Номінація                                                        |
| 2016                                                             | Найкращий продюсер                                               | Не будь злим                                                     | Номінація                                                        |
| 2016                                                             | Найкращий актор                                                  | Ідеальні незнайомці                                              | Номінація                                                        |
| 2017                                                             | Найкращий актор                                                  | Приємних снів                                                    | Номінація                                                        |
| 2017                                                             | Найкращий актор другого плану                                    | Квітка                                                           | Перемога                                                         |
| 2018                                                             | Найкращий актор                                                  | Місце                                                            | Номінація                                                        |
| Премія «Золотий глобус» (Італія)                                 |                                                                  |                                                                  |                                                                  |
| 2007                                                             | Найкращий актор                                                  | Нічний автобус                                                   | Номінація                                                        |
| 2010                                                             | Найкращий актор                                                  | Перше прекрасне                                                  | Номінація                                                        |
| 2012                                                             | Найкращий актор                                                  | Роман про бійню                                                  | Номінація                                                        |
| 2013                                                             | Найкращий актор                                                  | Еквілібристи                                                     | Номінація                                                        |
| Премія «Золота хлопавка»                                         |                                                                  |                                                                  |                                                                  |
| 2008                                                             | Найкращий актор                                                  | Не думай про це                                                  | Перемога                                                         |
| 2008                                                             | Найкращий актор другого плану                                    | Усе життя попереду                                               | Номінація                                                        |
| 2013                                                             | Найкращий актор другого плану                                    | Хай живе свобода                                                 | Перемога                                                         |
| 2017                                                             | Найкращий актор другого плану                                    | Квітка                                                           | Номінація                                                        |
| 2017                                                             | Найкращий продюсер                                               | Квітка                                                           | Номінація                                                        |